# Giacomo Caramel
Giacomo Caramel (Fagarè della Battaglia, 1890 – Oderzo, 1988) è stato un pittore, poeta e saggista italiano.

## Biografia

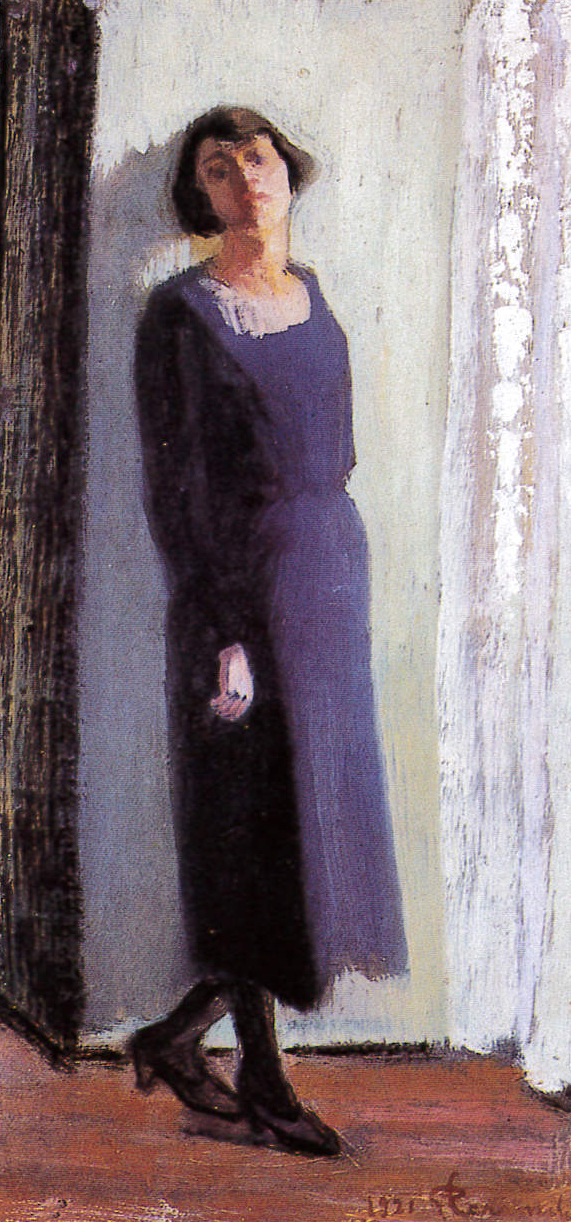
G. Caramel Sulla soglia, 1921. olio su tela cm22x44. Esposizione permanente al Museo L.Bailo di Treviso nella sala "Tra le due guerre"

Nasce a Fagarè della Battaglia, frazione di San Biagio di Callalta, in provincia di Treviso il 24 giugno 1890, figlio di un merciaio, proprietario di un modesto negozio. Ultimo di 10 fratelli maschi, soprannominato "pometti",  frequenta la scuola elementare e riceve dalla famiglia il compito di "formarsi una cultura". Una sua sorella nata nel 1898 diventerà anch'essa un'artista, Grazia Bottani Caramel. Incantato dal lavoro degli artigiani già a 10 anni, dopo la scuola, frequenta la bottega di un falegname e riceve le prime lezioni sull'affresco e i colori dal professor Antonio Beni recatosi a Candelù e a Vascon per dipingere nelle chiese di paese. Diviene l'aiutante del suo decoratore, il Canever, che spinge i genitori a mandarlo a Treviso per l'istruzione superiore. Nel 1907 visita la sua prima Biennale internazionale dell'arte contemporanea e nel 1908 supera l'esame di ammissione all'Accademia di belle arti di Venezia dove frequenta il Corso speciale di Figura diretto da Ettore Tito e la Scuola di Paesaggio presieduta da Guglielmo Ciardi. Nel 1910 conosce Filippo Tommaso Marinetti e vede per la prima volta le opere di Umberto Boccioni alla Fondazione Bevilacqua La Masa. Si diploma nel 1912, riceve il premio "Cavos" e il diploma per l'insegnamento del disegno rilasciato dall'Accademia di belle arti di Urbino.
Tornato a Fagarè della Battaglia si dedica al disegno e alla pittura, ma anche allo studio di filosofia e di estetica che lo accompagnerà per tutta la sua lunga vita, fino alla pubblicazione di alcuni saggi sull'arte, avvenuta in età senile.

### La "grande guerra"
L'interruzione dello studio e della pittura durante la Prima guerra mondiale non avviene subito:  arruolato nel Corpo degli alpini riceve l'incarico di curare il diario di guerra dei reparti in trincea e del disegno dal vero delle fortificazioni. Diventa ufficiale al fronte e viene trasferito in trincea come comandante di pistole mitragliatrici prima in Carnia, poi sui colli dell'Isonzo per la presa del monte Vodice dove, dopo un combattimento che causò oltre trentamila perdite, viene decorato con la medaglia d'argento. Poi è trasferito sulle Tofane e infine a Vidor (Italia ) dove partecipa al primo combattimento sul Piave del 13 novembre. Viene gravemente ferito e decorato con la medaglia di bronzo (nel 1967 sarà proprio lui a celebrare la commemorazione del 50º anniversario). Dopo mesi di ospedale si ricongiunge volontariamente con i suoi commilitoni al fronte in montagna, fino al congedo avvenuto il 5 settembre del '19.

### Anni ‘20 e ‘30

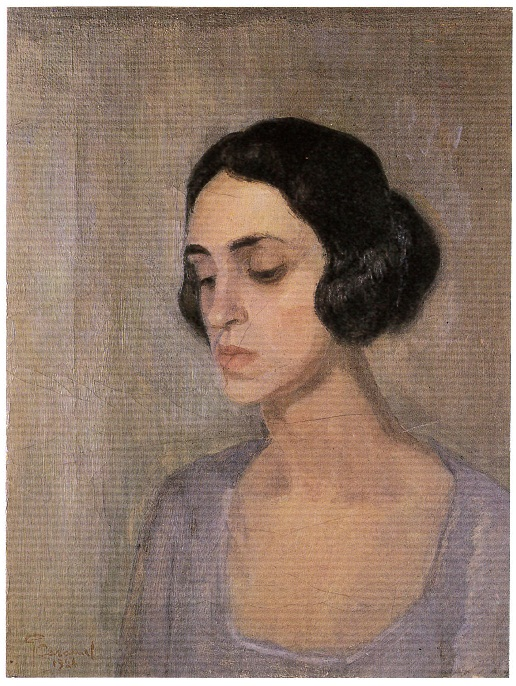
G. Caramel Ritratto di Olga 1924, olio su tela cm 50x60

Torna a Fagarè della Battaglia dove dipinge una tela dal vero "Macerie della mia casa ancora attorniata dai reticolati" che poi esporrà alla sua prima mostra personale allestita a Treviso nel salone dell'albergo Stella d'Oro, ottenendo la sua prima recensione dal critico Luigi Coletti pubblicata sulle pagine locali del Gazzettino. Nello stesso anno espone anche alla Mostra collettiva indetta dal Comune di Treviso con 9 bozzetti di Cortina dipinti durante i combattimenti sulle Tofane. Nel 1919 si sposa con Olga Gritti e con lei si trasferisce prima a Roma e nel '21 a Milano, dove espone un quadro alla Famiglia artistica e una mostra personale alla galleria "Vinciana". Entra in contatto con il Novecento superando così i confini della sua provincia, ma continua comunque ad inviare i suoi quadri alle giurie delle mostre venete: così espone alla Mostra provinciale di Treviso, ed espone un piccolo quadro a olio intitolato "il nudetto" alla collettiva della Bevilacqua la Masa. Nel 1924 viene assunto dall'Istituto Superiore per le Industrie Artistiche a Monza in qualità di docente di figura e copia dal vero dove lavora fino al '27, quando il direttore Sullam e gli 11 insegnanti vengono licenziati e l'Università chiusa con «il pretesto di antifascismo». Scrive Luigina Bortolatto: «Un gruppo di marine eseguite prima e dopo questo soggiorno, matericamente sensibili, con una luce che annulla il peso del colore per acquisire una dimensione metafisica, sono già proposta di ricerca sulla struttura spazio-colore-luce». Torna nuovamente sulle sponde del Piave dove espone ancora alle Mostre provinciali di Treviso. Diviene direttore della Scuola d'arte e mestieri di Motta di Livenza e fonda la Scuola intercomunale per artigiani di Fagarè della Battaglia. Dipinge grandi tele per le Chiese di Fagarè della Battaglia, di Saletto di Piave, di Rovarè, di San Donà di Piave, di Enego, di Piazzutta, di Gorizia, di Voissizza, e di Duino. Dal 1926 al 1937 espone in tutte le edizioni delle mostre provinciali di Treviso, nel 1933 espone in una mostra personale nella sala Podestarile del Comune di Motta di Livenza alcuni dei suoi quadri a olio più rappresentativi del periodo "novecentesco" e una serie di disegni e ritratti quasi sempre dedicati ai figli Angelo Caramel "Elo", Sergio "Palmi" , Enzo e della moglie Olga. In quegli anni insegna le tecniche della pittura a olio e del disegno ad alcuni giovani pittori tra cui il nipote Bruno Darzino Caramel e contribuisce alla crescita artistica della sorella Grazia Bottani Caramel che più tardi esporrà i suoi arazzi alla Biennale. Questo periodo storico e artistico particolarmente prolifico a Treviso tanto da meritarsi l'appellativo di "piccola Atene" (Dino Buzzati ), verrà poi documentato nel catalogo di una mostra curata da Marco Goldin "La pittura a Treviso tra le due guerre" (Tomo 2 di "Un secolo di pittura a Treviso, 1870-1970", 1990).

### Gli anni ‘40 e ‘50

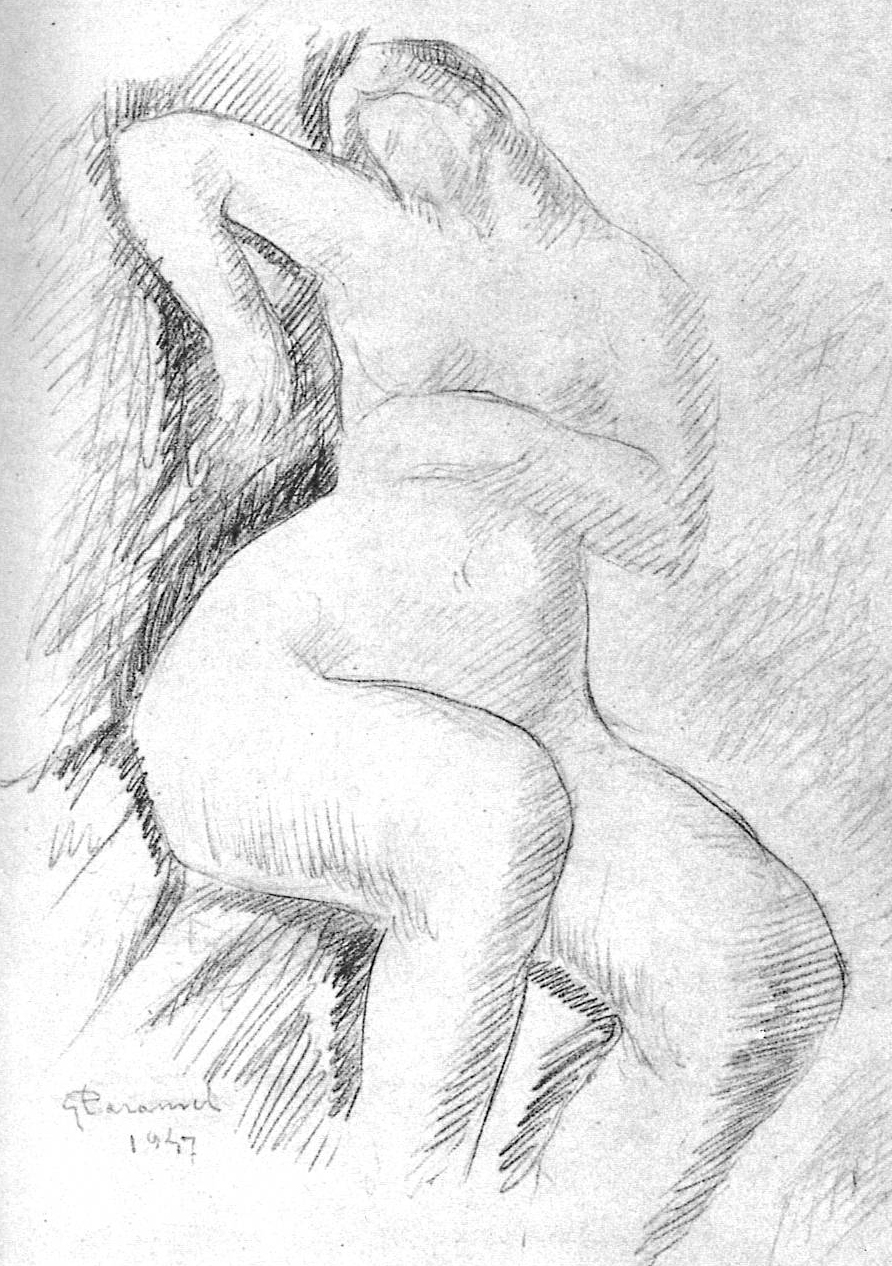
Disegno di G. Caramel, 1947

Partecipa alla Seconda Guerra Mondiale come Capitano degli Alpini e successivamente al comando del settimo Alpini di Belluno ormai cinquantasettenne. Finita la Guerra continua ad esporre e inizia la sua attività di conferenziere in varie sedi tra cui la Bevilacqua la Masa, Ca' Giustinian, l'Università popolare di Treviso e di Venezia, Fondazione Giorgio Cini. Negli anni '50 si trasferisce definitivamente a Venezia, espone in una Mostra personale alla Bevilacqua la Masa con presentazione di Virgilio Guidi,  alle collettive della stessa Galleria (1956), della Mostra provinciale di Treviso, ad una personale a Montebelluna (1951), una personale a Pieve di Cadore nel '52 e ad una personale a Mestre (1953). Nel '55 espone 50 quadri a olio in una mostra personale a Cortina d'Ampezzo. La sua casa è frequentata da giovani pittori e artisti amici del figlio Angelo Caramel, attraverso i quali vive da vicino i fermenti di una generazione di artisti impegnati nella ricerca di nuove strade per vivere e dipingere, fermenti che in alcuni casi conducono ad esiti “precursori” dell’astrattismo e dei movimenti internazionali giunti alle Biennali del 1948 e soprattutto del 1950 e 1952. Hans Hartung, Wols, Pollock, producono effetti dirompenti a Venezia. I critici e i giornalisti che non si interessavano a quei giovani che già dal 1945 - 1946 sperimentavano precorrendo i tempi, ora sostengono che l'astrattismo veneziano del primo dopoguerra nasce per effetto di simulazione. Questo provincialismo di alcuni di essi, provocherà un insanabile conflitto tra quei giovani pittori e una parte dell'apparato critico.

### Gli anni '60
L'Espressionismo astratto, il Movimento spazialista, la ribellione della pittura Informale trovano a Venezia i loro interpreti. Il Fronte nuovo delle arti riunisce già dal '46 a Venezia alcuni artisti quali Mario Deluigi, Armando Pizzinato, Alberto Viani, e il critico Giuseppe Marchiori (critico), alcuni autori lagunari firmeranno i Manifesti Spazialisti nel '51 e '52, tra loro Virgilio Guidi, Deluigi e il più giovane Tancredi Parmeggiani che frequentava il coetaneo Angelo Caramel. La pittura informale si era già affermata con esiti di diversa fortuna nell'ambiente artistico veneziano. Gli anni '60 sono per Giacomo Caramel fruttuosi e ricchi di mostre, di incontri e di conferenze. Espone ancora nel '61 e '62 alla Bevilacqua la Masa, e alle mostre del Premio Mestre. Nel '64 viene allestita una nuova Mostra personale alla Bevilacqua la Masa con presentazione di Virgilio Guidi.  Allestisce altre mostre personali nel '63, '64 e 67 a Jesolo, Padova e Rovigo. Nel 1966 cura la mostra della sorella Grazia Bottani scrivendo anche la presentazione critica alla Galleria Santo Stefano. Gli viene dedicata una mostra personale alla Galleria Contarini con presentazione di Armando Pizzinato (1967), mostra che poi si sposterà alla galleria Frivano di Rovigo e alla galleria Colautti di Jesolo. Nel 1968 commemora a Vidor il cinquantenario della "Battaglia di Vidor" cui prese parte nel 1917. Ma gli anni 1960 furono per lui anche tragici, dapprima, nel 1964, la scomparsa a Roma di Tancredi, in seguito il ricovero del figlio Angelo, la malattia e la sua morte avvenuta nel 1970, l'8 marzo, lo stesso giorno della morte anche di Giovanni Pontini. Così in pochi anni quella generazione di artisti fu decimata.

### Dagli anni '70 al 1988
Il 1970 vede la tragica fine del primogenito Angelo, da tutti chiamato "Elo", scomparso a soli 46 anni, artista appartato e solitario, ma combattivo e in lotta contro una critica d'arte troppo mercificata, tanto da distruggere quasi tutta la sua copiosa produzione di disegni e scritti inediti. Il padre Giacomo riesce negli ultimi 4 anni a salvare circa trecento disegni dai blocchetti del figlio. Il Comune di Venezia, l'Assessorato alle belle Arti, mettono insieme un comitato esecutivo di livello internazionale (Giulio Carlo Argan, Palma Bucarelli, Umbro Apollonio, Silvio Branzi e altri) per l'organizzazione della mostra retrospettiva a Cà Vendramin Calergi, allestita dal fratello architetto Sergio "Palmi" Caramel, catalogo a cura di Giuseppe Marchiori, grafica di Diego Birelli, con saggi critici di Toni Toniato, Paolo Rizzi, Armando Pizzinato, Berto Morucchio e dello stesso Marchiori.
Esegue molti quadri a olio, galassie, fiori e soprattutto paesaggi di grandi dimensioni da bozzetti degli anni 1920. Nel 1981 perde anche il secondo figlio Sergio "Palmi", architetto. Continua a studiare, pubblica un libro di poesie con prefazione di Mario Stefani, pubblica i suoi scritti in due saggi che raccolgono i suoi studi di estetica e soprattutto espone la sua opera alla Mostra Antologica che il Comune di Treviso e il Museo Bailo dedicano per la prima volta ad un pittore vivente. Nel maggio del 1983 ha 93 anni ma è presente all'inaugurazione della mostra accompagnato dal prof. Luciano Caramel, storico e critico dell’arte figlio di un suo fratello, dalla curatrice Luigina Bortolatto, da Franco Solmi, da Franco Batacchi, dal nipote Claudio Caramel curatore di tutto l'ordinamento dell'opera e coallestitore con Giuseppe D'Avanzo, e da tanti amici, pittori e poeti.
Muore a Oderzo nel 1988.

## L'estetica di Giacomo Caramel
«Ma è ancora la luminosità effusa e sorgiva a imporre la propria legge e la propria misura metafisica e l'artista dischiude l'immagine in una nuova metafisica del naturale , rileggendo Cézanne attraverso il filtro ovattato e misterioso della luce di Venezia. La sua opera vive, ora come in passato, del fremito della sensibilità in cui si esprime irreparabilmente e meravigliosamente, nel modo che è poeticamente consentito all'uomo, per usare parole scritte da Caramel, lo stupore, l'incanto e il fascino della vita interiore».
In molti hanno scritto della sua arte, il tema ricorrente della sua luce è il più indagato. «...con una luce che annulla il peso del colore per acquisire una dimensione metafisica....si avverte una tonalità data dal segreto fluire della luce nel colore che fa tutt'uno con l'esistenzialità ambientale....tema dominante è il movimento della luce, una luce fine, tenue, dove l'acqua saturando l'atmosfera, rende liquida ogni forma...osservo gli ultimi dipinti i grandi paesaggi con alberi e case e dossi, immersi in una luce liquida, bambina, da nuovo mattino...». Virgilio Guidi scrive nella presentazione alla mostra personale alla Fondazione Bevilacqua La Masa del 1964: «...alla somma di tutto è la sua pittura sprezzante e discreta che prende concretezza da forme linee ombre nello spazio luminoso...».
«...Un pittore difficile da catalogare, vissuto negli anni cruciali tra il 1919 e il 1927 a Roma e poi a Milano, poi ritiratosi nel Trevigiano. Vicino (ma anche lontano) al Novecento, nutrito di rovelli espressionistici, tangenziale al movimento di Cà Pesaro, sensibile (ma contrario) al Futurismo, criptico e introverso, giunto già nel 1949 all'Informale, studioso di Estetica...».
Il pensiero filosofico dell'artista contenuto nei suoi scritti teorici è rivolto all'arte visiva, la considera come un fare teso alla creazione di forme nuove originali uniche che abbiano valore universale e che riflettano la spiritualità dell'autore; un fare che passa attraverso il pensiero e la tecnica, un saper fare cui bisogna tendere con assiduità e costante impegno. "Concepisco l'arte come creazione di forme nuove: come una musica di colori, la mia ispirazione si basa sulla gravitazione della materia nello spazio, ho dipinto tante galassie o riti di materia cosmica roteante. In questo senso la mia arte può definirsi invenzione di forme spaziali".

## Scritti scelti
Elenco parziale
- "Arte e linguaggio, affinità e differenze", prefazione di Mario Stefani, Panda edizioni, Noventa (Padova) 1982 IT\ICCU\VEA\0176402
- "Canti, invocaioni, ricordi", prefazione di Mario Stefani e GIanfranco Chinellato, Panda edizioni, Noventa (Padova), 1981 IT\ICCU\VEA\0126657
- "Arte come creazione di forme nuove - avanguardie - teoria della formatività dell'immagine della critica - concetto di arte", Giardini editori e stampatori in Pisa, 1980.[2]  [ IT\ICCU\SBL\0306625]
- "Giovanni Fiorini" Mostra personale del pittore Giovanni Fiorini : Galleria R. Rotta, Genova, inaugurazione il 7 aprile 1951 / [testo di Giacomo Caramel] IT\ICCU\VEA\1216499
- "La Battaglia Di Vidor Primo Atto Della Resistenza Sul Piave": Commemorazione Del 50. Anniversario Celebrata Sul Castello Di Vidor Il 12 Novembre 1967. Venezia: Tip. veneta; 1967.  IT\ICCU\VIA\0316160
- "Opere di Grazia Bottani Caramel", quaderni della Galleria Santo Stefano, Venezia 1967 / catalogo della mostra, testo di GIacomo Caramel
- "Giuseppe Romanelli": Galleria d'arte moderna "A-dieci", Padova, dal 19 dicembre 1970 al 4 gennaio 1971 / catalogo della mostra, testo di GIacomo Caramel IT\ICCU\VEA\1279186
- "Interpretazione dell'arte astratta e informale", rubrica Arte Moderna, in La Vernice, mensile di attività culturale-anno III-n.10-ottobre 1964 pagg. 351 - 353[34]

## Galleria d'immagini

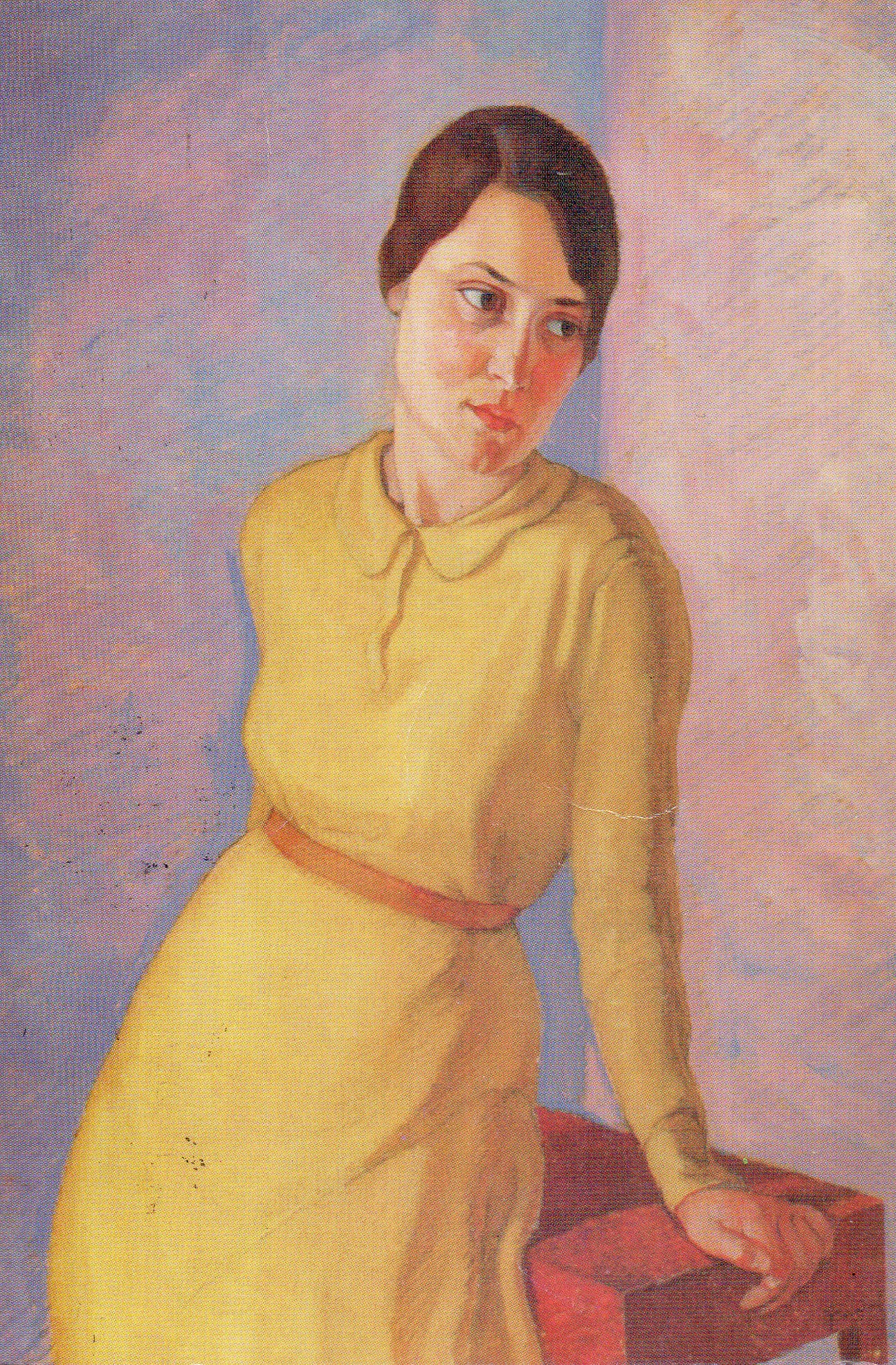
G.Caramel Signorina in giallo 1930 Olio su tela cm.70x100
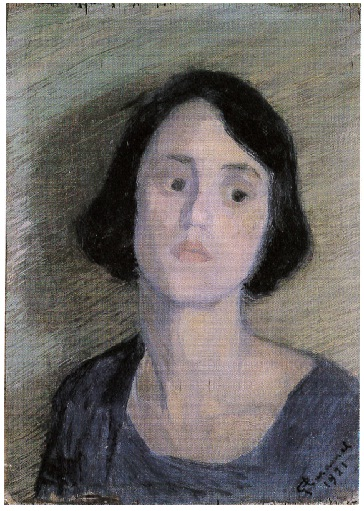
G.Caramel Testa Assorta 1921. Olio su compensato cm. 30x40
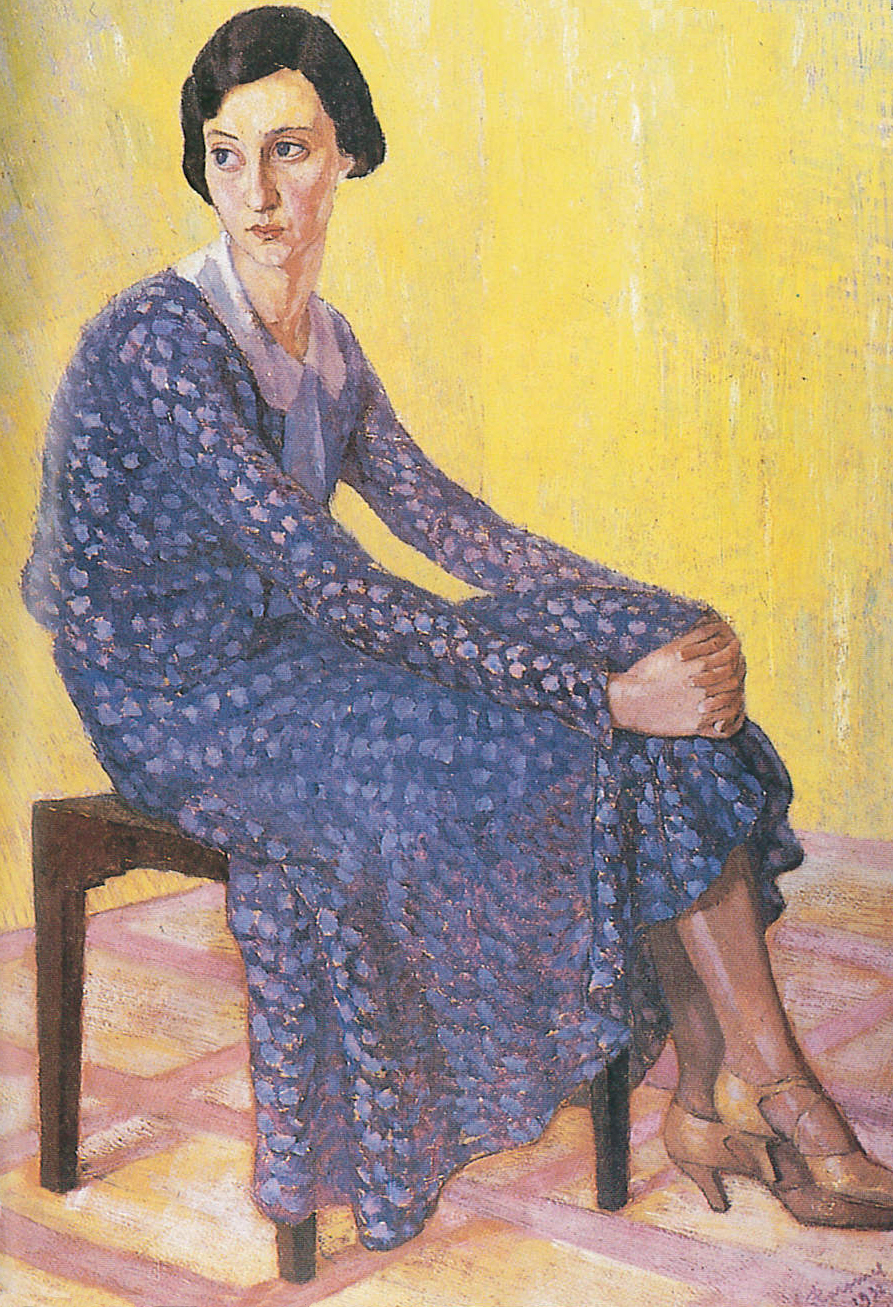
G.Caramel Signorina in azzurro 1932 Olio su tela cm. 69x100
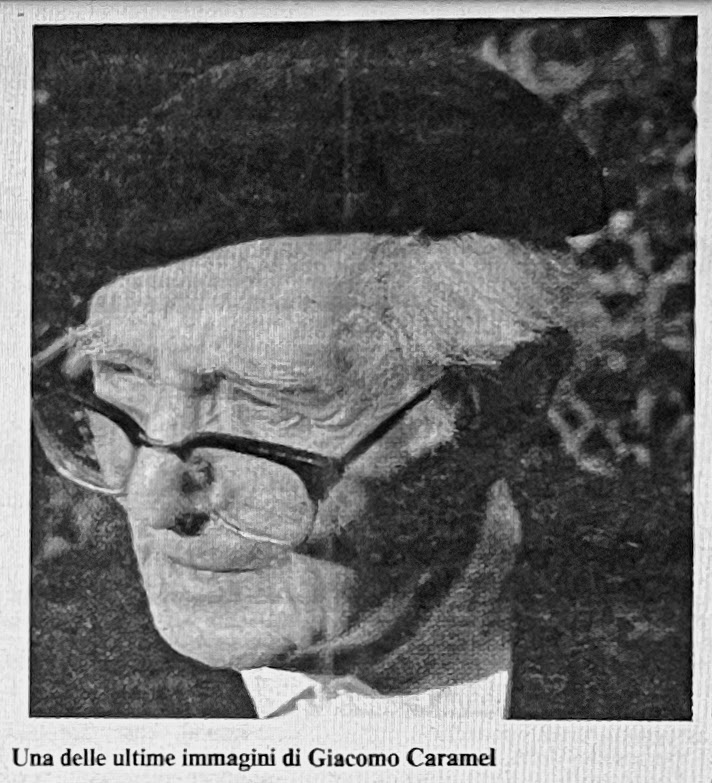
Giacomo Caramel: una delle ultime immegini.[35]Il Mattino 1988

## Mostre
Elenco parziale
- Giacomo Caramel: mostra personale alla Galleria Vinciana, Milano 1921
- Giacomo Caramel: Mostra collettiva alla Galleria Bevilacqua la Masa, quadro intitolato “il nudetto”, 1923
- Giacomo Caramel : all'Opera Bevilacqua La Masa Mostra personale con presentazione e testo di Virgilio Guidi 1956
- Giacomo Caramel : all'Opera Bevilacqua La Masa, Piazza S. Marco, dal 7 al 20 marzo 1964 / [testo di Virgilio Guidi]  [IT\ICCU\VEA\1090753]
- Giacomo Caramel: alla Galleria "Contarini", Venezia, dal 26 al 31 maggio 1966 Testo di Armando Pizzinato,1966 Testo - Monografia [IT\ICCU\VEA\1090757]
- Giacomo Caramel: mostra personale, Galleria d'arte San Fermo, Padova, aprile 1978
- Giacomo Caramel: Attraverso il nostro secolo: 22 aprile, 15 maggio 1983. - \S.l. : s.n.!, stampa 1983. - 65 p., \34! c. di tav. : ill. ; 24 cm. - Catalogo della mostra Antologica tenuta a Treviso. In testa al front.: Museo civico "L. Bailo"..[6]
- Giacomo Caramel negli anni venti, a cura di Luigia Bortolatto, Civica Pinacoteca Arturo Martini, dicembre 1986, Oderzo.
- Giacomo Caramel: opere 1920-1980 / [a cura di Boris Brollo] Città di San Donà di Piave. Assessorato alla Cultura, 2003 Testo - Monografia [IT\ICCU\VIA\0321257]
- Il disegno di Giacomo Caramel, Biblioteca civica, San Biagio di Callalta, marzo 2005  [IT\ICCU\TSA\1330587]
- Pittori veneti del '900, Ponte di Piave 2006
- La pittura a Treviso tra le due guerre, a cura di Marco Goldin, Belluno 2007
- Lo spazialismo e l'apporto veneziano, Museo civico d'arte contemporanea Silvio VIgliaturo, 16 giugno - 23 settembre 2007
- Il Paesaggio nella pittura del Novecento, Museo del Paesaggio, Motta di Livenza, 4 luglio - 18 ottobre 2009